# Xã Transit, Quận Sibley, Minnesota
Xã Transit (tiếng Anh: Transit Township) là một xã thuộc quận Sibley, tiểu bang Minnesota, Hoa Kỳ. Năm 2010, dân số của xã này là 276 người.